# Laye (rivière)
Pour les articles homonymes, voir Laye.
La Laye est une rivière du sud de la France, dans le département des Alpes-de-Haute-Provence et dans la région Provence-Alpes-Côte d'Azur. C'est un affluent du Largue, donc un sous-affluent du Rhône par la Durance.

## Géographie
La longueur de son cours d'eau est de 24,3 km. La Laye prend sa source dans les Alpes-de-Haute-Provence sur la commune de Saint-Étienne-les-Orgues, à 664 mètres d'altitude.
Elle conflue avec le Largue sur le territoire de la commune de Saint-Maime, à 369 mètres d'altitude.

### Communes et cantons traversés
La Laye traverse ou longe onze communes et deux cantons :
- communes traversées de l'amont vers l'aval : Saint-Étienne-les-Orgues (source) , Ongles, Limans, Forcalquier, Mane, Dauphin, Saint-Maime (confluence).

Soit en termes de cantons, la Laye prend source dans le canton de Saint-Étienne-les-Orgues, et conflue dans le canton de Forcalquier.

### Bassin versant
La Laye traverse une seule zone hydrographique « La Laye » (X151) pour une superficie de 177 km2. Ce bassin versant est constitué à 71,69 % de « forêts et milieux semi-naturels », à 26,54 % de « territoires agricoles », à 1,76 % de « territoires artificialisés », à 0,10 % de « surfaces en eau ».

## Affluents
La Laye a douze tronçons affluents référencés:
- torrent la Laye (rg[note 1]), 2,3 km sur la seule commune de Saint-Étienne-les-Orgues.
- le ravin de Fléchon,
- le ravin du Rieu,
- le ravin de la Blache,
- le ravin de la Combe Crue, avec deux affluents :
  - le ravin du Rocher d'Éourré,
  - le ravin du Rieu,
- le ravin des Classes, avec un affluent :
  - le ravin de Praverge,
- le ravin des Billardes,
- le ravin de la Birouette, avec un affluent :
  - le ravin de la Piquette,
- le ravin de Pinet,
- le ravin du Bélé,
- le ravin de Saint-Estève,
- le ravin de l'Été,
- le Viou (rg), 11,1 km sur les deux communes de Forcalquier (source) et Saint-Maime (confluence) avec un affluent :
  - le ravin de la Biche,

Donc son rang de Strahler est de trois.

## Aménagements et écologie

### Le barrage

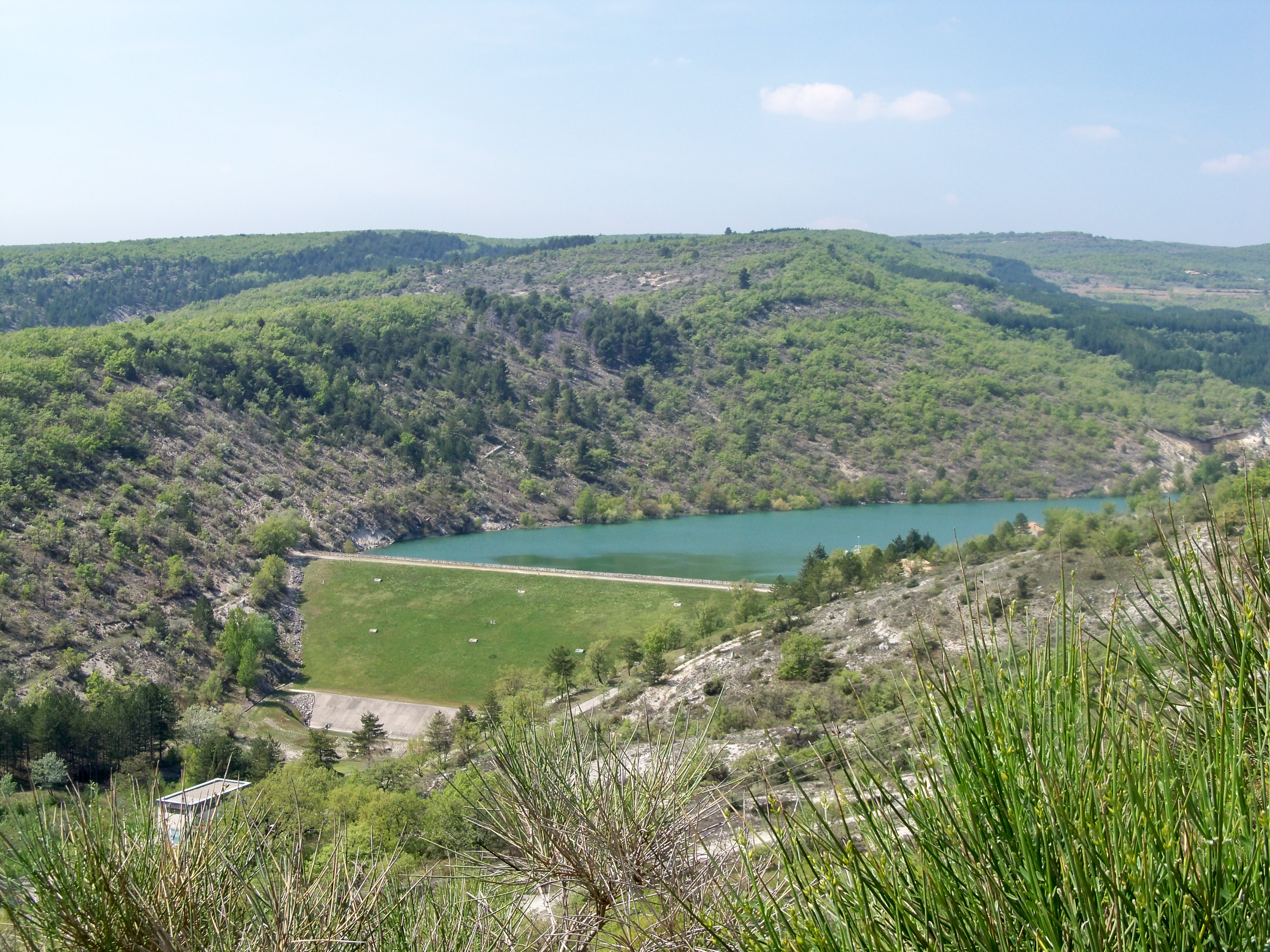
Barrage sur la Laye

Implanté sur le cours de la Laye, un barrage en enrochement situé sur la commune de Mane assure l'irrigation agricole et alimente en eau potable les communes du secteur.